# Матслот
Матслот (нід. Matsloot) — селище в нідерландській провінції Дренте. Входить до муніципалітету Норденвелд.
Перша згадка про населений пункт датується 1781 роком.